# Lo squalificato
Lo squalificato (titolo originale 人間失格, traslitterato col sistema Hepburn: Ningen Shikkaku) è un romanzo dello scrittore giapponese Osamu Dazai del 1948. Racconta la storia di un uomo tormentato, incapace di rivelare il proprio sé agli altri, e che invece mantiene una facciata di vacua giocosità, per poi volgere la propria vita all'alcolismo e all'abuso di droghe, prima della sua scomparsa; un ritratto nel quale non è difficile scorgere i tratti autobiografici dell'autore. Pubblicato postumo, appena un mese dopo il suicidio di Dazai all'età di 38 anni, il libro è considerato il suo capolavoro, oggi un classico della letteratura giapponese del Secondo Dopoguerra, appartenente alla scuola decadente, conosciuta come Burai-ha. Amato tra i giovani lettori, è il bestseller più venduto dall'editore  Shinchōsha dopo il romanzo Kokoro di Sōseki Natsume.

## Trama
Il romanzo parla della vita di Ōba Yōzō, un uomo che si sente rifiutato dalla società in cui vive. Yōzō per sopravvivere agli altri umani inventa delle "pagliacciate", che fanno ridere gli altri facendolo sembrare parte della società.  Yōzō vive in realtà un disagio sociale che lo porta a non essere compreso dagli altri, che lo considerano un pazzo, pur non essendolo. 

## Adattamenti
- I primi quattro episodi della serie animata Aoi Bungaku hanno preso spunto dall'opera.
- Nel 2009, la Shinchosa Publishing Co, Ltd. ne pubblica una versione manga col medesimo titolo, ideato e disegnato da Usamaru Furuya, raccolto in 3 tankōbon; in Italia il manga è edito da Planet Manga, etichetta della Panini Comics.
- Nel 2017, ne esce un ulteriore adattamento manga, sempre in 3 tankōbon, ideato e realizzato da Junji Itō per l'editore Shogakukan. In Italia è edito dalla Star Comics.

## Edizioni italiane
- Lo squalificato, traduzione [dalla versione inglese americana] di Marcella Bonsanti, Collana I Narratori n.16, Milano, Feltrinelli, 1962. - Prefazione di Donald Keene, Collana Impronte n.26, Feltrinelli, 1985, ISBN 978-88-070-5026-8; Collana UEF n.2125, Feltrinelli, 2009, 2017, ISBN 978-88-078-8999-8; Collana Testi e documenti n.288, Milano, SE, 2019, ISBN 978-88-672-3442-4.
- Lo squalificato, traduzione [dall'originale giapponese] di Antonietta Pastore, Collana Oscar Moderni. Cult, Milano, Mondadori, 2022, ISBN 978-88-047-5578-4.
- Lo squalificato, traduzione [dall'originale giapponese] di Maria Cristina Gasperini, Collana UEF. I Classici, Milano, Feltrinelli, 2023, ISBN 978-88-079-0445-5. - Collana Letteratura universale. SUMI, Venezia, Marsilio, 2024, ISBN 978-88-297-2018-7.